# محمد حسين طنطاوي
المشير محمد حسين طنطاوي (31 أكتوبر 1935- 21 سبتمبر 2021) عسكري وسياسي مصري ذو جذور مصرية نوبية، شغل سابقاً منصب القائد العام للقوات المسلحة ووزير الدفاع والإنتاج الحربي ومثل رأس الدولة المصرية بصفته رئيس المجلس الأعلى للقوات المسلحة خلال الفترة (فبراير 2011 - يونيو 2012). تخرج في الكلية الحربية المصرية سنة 1956م، ثم كلية القادة والأركان. شارك في حرب 1967 وحرب الاستنزاف وحرب أكتوبر 1973 حيث كان قائد وحدة مقاتلة بسلاح المشاة. وبعد الحرب حصل على نوط الشجاعة العسكري ثم عمل في عام 1975 ملحقا عسكريا لمصر في باكستان ثم في أفغانستان. تدرج في المناصب حتى أصبح وزير الدفاع والقائد العام لـلقوات المسلحة في عام 1991م وحصل على رتبة المشير في 1993.

تولى رئاسة مصر بصفته رئيس المجلس الأعلى للقوات المسلحة بعد تنحي الرئيس السابق حسني مبارك في 11 فبراير 2011 وظل حتى قيام الرئيس المنتخب بأداء اليمين الدستوري وتسلم منصبه في 1 يوليو 2012.
أُحيل للتقاعد بقرار جمهوري من الرئيس السابق محمد مرسي في 12 أغسطس 2012، ومنح قلادة النيل وعين مستشاراً لرئيس الجمهورية.

## المسيرة المهنية
شغل طنطاوي مناصب قيادية عديدة في القوات المسلحة المصرية قبل تكليف الرئيس السابق محمد حسني مبارك له بتولي مسؤولية القيادة العامة للقوات المسلحة. فمن بين المناصب التي تولاها:
- الملحق العسكري في باكستان.
- قائد الكتيبة 16 أثناء حرب أكتوبر 1973.
- قائد اللواء 136 مشاه ميكانيكا
- قائد الفرقة 18 مشاه ميكانيكا
- قائد فرع التخطيط، قسم العمليات الميدانية للجيش.
- رئيس فرع العمليات، قسم العمليات الميدانية للجيش.
- قائد لواء المشاة.
- رئيس فرع العمليات بهيئة عمليات القوات المسلحة.
- قائد فرقة المشاة الآلية.
- قائد فرع التخطيط بالقوات المسلحة.
- رئيس أركان الجيش الثاني الميداني.
- قائد الجيش الثاني الميداني (1987 - 1988).
- قائد الحرس الجمهوري (1988 - 1990).
- رئيس هيئة عمليات القوات المسلحة (1990 - 1991).
- القائد العام للقوات المسلحة ووزير الدفاع والإنتاج الحربي في 20 مايو 1991 برتبة فريق ضمن أحد التعديلات الوزارية لوزارة عاطف صدقي الثانية، ثم رقي إلى رتبة الفريق أول بعد مرور شهر على تعيينه.
- رقي الي رتبة المشير في 4 أكتوبر 1993.
- رئيس المجلس الأعلى للقوات المسلحة الذي حكم مصر بالفترة من 11 فبراير 2011 حتى 30 يونيو 2012.
- مستشار رئيس الجمهورية في 12 أغسطس 2012.[4]

## ثورة 25 يناير
في 11 فبراير 2011، تنحي الرئيس حسني مبارك، بعد 18 يوما من المظاهرات الشعبية، تسلّم المجلس الأعلى للقوات المسلحة بقيادة طنطاوي إدارة شؤون البلاد. ومن الأحداث التي وقعت أثناء توليها إدارة شئون البلاد حل البرلمان بإشراف رئيس المحكمة الدستورية العليا فاروق سلطان، واستفتاء على تعديل الدستور جرى في 19 مارس، وبلاغات ضد مبارك وشخصيات بارزة أخرى في دعوات لمحاكمتهم بالإضافة إلى مواجهات مع الشارع المصري.
كان الظهور الشخصي للمشير طنطاوي قليلا نسبيا منذ تسليم السلطة للمجلس، فظهر في تخريج لفوج من أكاديمية الشرطة في 16 مايو 2011. ترك معظم الخطابات لأعضاء مخضرمين آخرين في المجلس؛ كما عيّن رئيس الوزراء عصام شرف وحكومته. كما استقبل مجموعة من المسؤولين الأجانب، ومنهم رئيس وزراء المملكة المتحدة ديفيد كاميرون ووزيرة الخارجية الأمريكية هيلاري كلينتون.
بعد سلسلة مظاهرات في نوفمبر 2011، والتي تصاعد فيها عنف الشرطة في 22 نوفمبر ليوصل عدد القتلى المدنيين فيها ل33 وأكثر من 2000 في مظاهرات التحرير ومحيطه (أحداث محمد محمود ومجلس الوزراء، وماسبيرو، والعباسية) ظهر طنطاوي على التلفزيون الرسمي مؤكدا التعهد بإكمال تسليم السلطة إلى جهة مدنية - وهو المطلب الرئيسي للمظاهرات - دون تأخير، مشددا على الاستعداد «لتسليم السلطة إذا أراد الشعب ذلك في استفتاء شعبي».
في 12 اغسطس 2012، أعفى الرئيس المصري محمد مرسي طنطاوي من منصبه كوزير للدفاع وتعيين الفريق أول عبد الفتاح السيسي مكانه، وتعيين الفريق صدقي صبحي رئيسا لأركان حرب القوات المسلحة خلفا للفريق سامي عنان. كما مُنحت قلادة النيل لطنطاوي وتم تعيينه كمستشار لمرسي، الأمر الذي قُريء على أنه جزءًا من انسحاب الجيش من السلطة السياسية تم الترتيب له مسبقًا مقابل حصانة من الملاحقة القضائية لأعمال سابقة.

### انتقادات
حمله كثيرون المسئولية عن سقوط ما لا يقل عن 600 شهيد في أحداث عدة وقعت أثناء توليه إدارة شئون البلاد، مثل أحداث محمد محمود، وقتلى أحداث مجلس الوزراء، وأحداث ماسبيرو، وأحداث العباسية ومسرح البالون ومقتل جنود مصريين برفح وأحداث ستاد بورسعيد، ومحاكمة أكثر من 13 ألف مدني أمام المحاكم العسكرية. كما حمله كثيرون مسؤولية عدة انتهاكات أخرى لحقوق الإنسان مثل القرار الصادر من المجلس الأعلى للقوات المسلحة بإجراء كشف العذرية عن الفتيات المصريات المحتجزات التي قضت محكمة القضاء الإداري بمجلس الدولة بوقفه، وقضت المحكمة بقبول الدعوى التي أقامتها سميرة إبراهيم، وألزمت المحكمة المشير محمد حسين طنطاوي رئيس المجلس الأعلى للقوات المسلحة بمصروفات الدعوى. كما اعترف الرئيس عبد الفتاح السيسي بحدوث تلك الواقعة في حواره مع أمين منظمة العفو الدولية؛ بحجة حماية الجيش من مزاعم الاغتصاب التي قد تلحق بالجنود بعد الإفراج عن المحتجزات.

## وفاته
تُوفي طنطاوي يوم الثلاثاء 21 سبتمبر 2021، عن عُمر 85 عامًا، وأعلن الحداد الرسمي لثلاثة أيام. وتقرر تسمية قاعدة الهايكستب العسكرية باسمه.

## المعارك والحروب
- شارك في صد العدوان الثلاثي عام 1956.
- حرب 1967.
- حرب الاستنزاف من 1967 وحتى 1970.
- حرب أكتوبر عام 1973.
- حرب الخليج الثانية عام 1991.

## الأوسمة والأنواط والميداليات

### الأوسمة العسكرية
- نوط الشجاعة العسكري من الطبقة الثانية (بعد حرب أكتوبر).
- وسام التحرير.
- وسام ذكرى قيام الجمهورية العربية المتحدة.
- نوط الجلاء العسكري.
- نوط الاستقلال العسكري.
- نوط النصر.
- نوط تحرير سيناء 25 أبريل.
- نوط الواجب العسكري من الطبقة الثانية.
- نوط التدريب.
- نوط الخدمة الممتازة.
- ميدالية الخدمة الطويلة والقدوة الحسنة الطبقة الأولى.
- ميدالية يوم الجيش.
- ميدالية جرحى الحرب.
- ميدالية العيد العاشر للثورة.
- ميدالية العيد العشرين للثورة.
- ميدالية 6 أكتوبر 1973.
- ميدالية تحرير الكويت.
- ميدالية تحرير الكويت (السعودية).
- وسام تحرير الكويت (الكويت).
- نوط المعركة (السعودية).

### الأوسمة المدنية
- وسام الامتياز (باكستان).
- وسام الجمهورية التونسية (تونس).
- قلادة النيل.

## روابط خارجية
- يبليل على موقع مونزينجر (الألمانية)

| المناصب السياسية        | المناصب السياسية                                                 | المناصب السياسية       |
| ----------------------- | ---------------------------------------------------------------- | ---------------------- |
| سبقه يوسف صبري أبو طالب | وزير الدفاع والإنتاج الحربي 20 مايو 1991 – 12 أغسطس 2012         | تبعه عبد الفتاح السيسي |
| سبقه محمد حسنى مبارك    | رئيس المجلس الأعلى للقوات المسلحة 11 فبراير 2011 – 12 أغسطس 2012 | تبعه محمد مرسي         |
| سبقه محمد حسني مبارك    | رئاسة جمهورية مصر العربية (مؤقتًا) 11 فبراير 2011 - 30 يونيو 2012 | تبعه محمد مرسي         |